# Одонкор, Исаак
Исаак Одонкор (англ. Isaac Odonkor; род. 19 ноября 1983) — ганский шоссейный велогонщик.

## Карьера
В 2009 году занял третье место в групповой гонке на чемпионате Ганы.
В 2011 году выступил на Туре Того В 2013 году выиграл этап на Туре Ганы имевшем по титульному спонсору второе название Cowbell Bike Tour.

## Достижения
2009
3-й на Чемпионат Ганы — групповая гонка
2013
10a-й этап на Тур Ганы